# Gora Levitana
Gora Levitana är ett berg i Antarktis. Det ligger i Västantarktis. Argentina, Chile och Storbritannien gör anspråk på området. Toppen på Gora Levitana är 964 meter över havet.
Terrängen runt Gora Levitana är kuperad åt nordväst, men åt sydost är den platt. Terrängen runt Levitana sluttar västerut. Trakten är obefolkad. Det finns inga samhällen i närheten.